# Исидор (Минаев)
Архимандри́т Иси́дор (в миру Игорь Владимирович Минаев; 27 октября 1961, Орёл) — архимандрит Русской православной церкви, член Императорского православного палестинского общества.

## Биография
С 1969 по 1977 год учился в 12-й средней школе города Орла. В 1977 году поступил в Московское театральное художественно-техническое училище, которое закончил в 1981 году по специальности театральная светотехника. С 1981 по 1985 год учился в Высшем театральном училище имени Щукина на актёрском факультете.
В 24 года (1985) женился на 18-летней актрисе Ксении Волынцевой. По окончании учёбы получил приглашение от четырёх московских театров, но из-за сложностей с пропиской устроиться на работу не удалось. После окончания училища был распределён в Омский академический театр драмы, в котором работал до апреля 1986 года. Брак с Волынцевой продлился недолго.
С апреля 1986 по октябрь 1987 года проходил срочную службу в армии. После окончания службы был направлен на курсы офицеров запаса.
Вернувшись после армии в Москву в конце 1987 года, начал преподавать на кафедре актёрского мастерства в Высшем театральном училище имени Щукина. Совмещал преподавание с работой в различных театрах Москвы по договору.
С июля 1991 по май 2001 года — насельник Спасо-Преображенского Валаамского ставропигиального монастыря. 19 марта 1992 года пострижен в рясофор настоятелем Валаамского монастыря игуменом Андроником (Трубачёвым). 2 июня в Богоявленском кафедральном соборе города Москвы рукоположён во иеродиакона патриархом Московским и всея Руси Алексием II.
7 марта 1993 года пострижен в мантию настоятелем Валаамского монастыря архимандритом Панкратием (Жердевым) с именем Исидор в честь преподобного Исидора Пелусиотского.
25 мая 1993 года рукоположён во иеромонаха патриархом Московским и всея Руси Алексием II в Спасо-Преображенском соборе Новоспасского монастыря города Москвы.
С 1993 по 2000 год учился в Московской духовной семинарии на заочном секторе.
Подписал «Заявление братии Валаамского монастыря» от 26 марта 1998 года, содержавшее резкую критику экуменизма.
С мая по июль 2001 года нёс послушание ключаря в храме Святого Георгия Победоносца в городе Старой Руссе (Новгородская епархия).
4 июля 2001 года назначен настоятелем Коневского Рождество-Богородичного мужского монастыря Санкт-Петербургской епархии (Священным синодом назначен на должность настоятеля 6 октября того же года).
В мае 2003 года возведён в сан игумена.
В ноябре 2005 года проходил курсы повышения квалификации руководящего состава Русской православной церкви в Российской академии государственной службы.
3 апреля 2007 года к празднику Пасхи награждён правом ношения палицы.
12 октября 2007 года определён служить в Русской духовной миссии в Иерусалиме.
15 апреля 2008 года назначен настоятелем Свято-Николаевского подворья Русской православной церкви в Софии (Болгария).
31 марта 2009 года назначен начальником Русской духовной миссии в Иерусалиме. 5 апреля совершил последнюю Божественную литургию в храме святителя Николая — подворье Русской православной церкви в Софии, после чего отбыл в Иерусалим. 3 апреля патриархом Московским и всея Руси Кириллом в храме в честь Казанской иконы Божией Матери посёлка Вырицы возведён в сан архимандрита.
24 ноября 2010 года митрополитом Минским и Слуцким Филаретом (Вахромеевым) награждён орденом Святителя Кирилла Туровского II степени.
В октябре 2011 года награждён орденом Преподобного Серафима Саровского III степени и орденом УПЦ «Знак отличия Предстоятеля Украинской Православной Церкви».
Решением Священного синода от 16 июля 2013 освобождён от должности начальника Русской духовной миссии в Иерусалиме и направлен в клир Санкт-Петербургской епархии.
22 августа 2013 года указом митрополита Санкт-Петербургского Владимира назначен штатным священником Николо-Богоявленского морского собора в Санкт-Петербурге.
21 февраля 2014 года указом митрополита Санкт-Петербургского Владимира назначен на должность настоятеля храма Воскресения Христова (у Варшавского вокзала) в Санкт-Петербурге.
С 14 мая 2024 года согласно прошению почислен за штат и освобожден от должности настоятеля Храма Воскресения Христова (у Варшавского вокзала) по состоянию здоровья.